# Bieruń Stary (stacja kolejowa)
Bieruń Stary – mijanka, dawniej przystanek kolejowy w Bieruniu, w dzielnicy Bieruń Stary, w województwie śląskim, w Polsce.